# Gina Martin
Gina Martin es una activista y autora británica. Es conocida por su activismo para la ilegalización del upskirting en Reino Unido, lo cual resultó en la ley Voyeurism (Offences) Act 2019. Martin también escribió el libro, Be the Change: A Toolkit for the Activist in You y rechazó un nombramiento a la Orden del Imperio Británico en 2020.

## Activismo
En junio de 2017, Martin asistía al festival British Summer Time Festival en Hyde Park cuando se dio cuenta de que un hombre había tomado una foto de su ropa interior por debajo su falda. Llevó el teléfono que contenía la foto a la policía, pero le dijeron que no podían hacer nada, ya que lo que había sucedido no era ilegal. Tras publicar sobre el suceso en su Facebook, la historia se hizo viral y se inició una petición online para reabrir el caso. La petición recibió más de 100,000 firmas y Martin empezó hacer campaña para cambiar la ley junto a su abogado Ryan Whelan. Martin hizo campaña mientras trabajaba a tiempo completo, y recibió una gran cantidad de acoso en las redes, incluyendo centenares de amenazas de violación.
En marzo de 2018, la política Wera Hobhouse esbozó una ley para hacer que el upskirting fuera una ofensa criminal. En un principio la propuesta fue bloqueada por el parlamentario Christopher Chope,  pero finalmente la Cámara de los Lores la aprobó en febrero de 2019 y la ley Voyeurism (Offences) Act 2019  entró en vigor en abril de ese año.
Desde su campaña, Martin ha escrito para las revistas Grazia, Glamour, y  The Daily Telegraph y en junio de 2019 publicó el libro sobre activismo Be the Change: A Toolkit for the Activist in You. Martin es también embajadora de Mujeres de ONU. Es la presentadora del programa de radio Gina's Gamechangers  en la cadena BBV Radio 5 Live, así como del podcast Might Delete Later junto a su hermana Stevie Martin.
En 2019, Martin estuvo incluido en la lista de 100 Mujeres de la BBC, así como en la lista 100 Next de la revista Time.
Martin trabajó con la modelo Nyome Nicholas-Williams para hacer campaña contra la política sobre desnudos de Instagram, que fue acusada de racismo por borrar de su plataforma fotos de Nicholas-Williams a pesar de mantener fotos similares de personas blancas. Esto resultó en un cambio en sus políticas.
Martin rehusó un nombramiento a la Orden del Imperio británico en 2020, alegando estar preocupada por la "violencia y opresión" del Imperio británico.

## Vida privada
Martin es originaria de Liverpool, vive en Londres  y tiene una tortuga llamada Gary.